# Lasseubetat
Lasseubetat ist eine französische Gemeinde mit 195 Einwohnern (Stand 1. Januar 2022) im Département Pyrénées-Atlantiques in der Region Nouvelle-Aquitaine (vor 2016: Aquitanien). Sie gehört zum Arrondissement Oloron-Sainte-Marie und zum Kanton Oloron-Sainte-Marie-2 (bis 2015: Kanton Lasseube).
Die Bewohner werden Lasseubétois oder Lasseubétoises genannt.

## Geographie
Lacommande liegt circa 20 Kilometer östlich von Oloron-Sainte-Marie in der historischen Provinz Béarn.
Umgeben wird der Ort von den Nachbargemeinden:
| Lasseube       |                                             |      |
|                | Kompassrose, die auf Nachbargemeinden zeigt | Gan  |
| Ogeu-les-Bains | Buziet                                      | Buzy |

Lasseubetat liegt im Einzugsgebiet des Flusses Adour. Ein Nebenfluss des Gave de Pau, die Bayse, durchströmt mit ihren Zuflüssen Peyrouse und Baysole das Gebiet der Gemeinde ebenso wie der Ruisseau les Courrèges, ein Zufluss des Ruisseau de Labagnère, der in die Bayse mündet.

## Geschichte
Der Ursprung des Namens der Gemeinde geht auf das gascognische Wort la sauvetat zurück, im Mittelalter des Süden Frankreichs ein Zufluchtsort unter dem Schutz der Kirche. Dies diente zur Sicherstellung der Erschließung und Kultivierung des Landes.
Toponyme und Erwähnungen von Lasseubetat waren:
- La Saubetat (1450, Schriften des Oberen Gerichtshofs von Béarn),
- Sanctus Martinus de Lasaubetat (1609, Veröffentlichungen des Bistums Oloron),
- Lassaubetat (1750, Karte von Cassini) und
- Lasseubetat (1793 und 1801, Notice Communale bzw. Bulletin des lois).[3][4][5]

### Einwohnerentwicklung
Nach dem Höchststand der Einwohnerzahl von rund 550 in der Mitte des 19. Jahrhunderts reduzierte sich die Zahl bei kurzen Erholungsphasen bis zu den 1980er Jahren und stabilisierte sich auf einem Niveau von rund 175 Einwohnern. In den letzten Jahren stellte sich ein Wachstum auf über 200 Einwohner ein.
| Jahr      | 1962 | 1968 | 1975 | 1982 | 1990 | 1999 | 2006 | 2009 | 2022 |
| --------- | ---- | ---- | ---- | ---- | ---- | ---- | ---- | ---- | ---- |
| Einwohner | 231  | 203  | 193  | 175  | 187  | 174  | 175  | 172  | 195  |

## Sehenswürdigkeiten

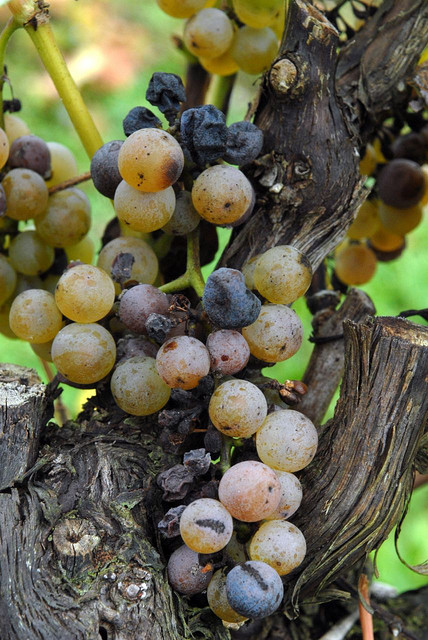
Weintrauben der Rebsorte petit manseng

- Pfarrkirche, gewidmet Vinzenz von Valencia. Im Register von 1906 ist sie aufgeführt als kürzlich errichtet, aber es handelte sich zweifellos um eine Restaurierungsmaßnahme. Fünf Glasfenster mit Motiven von religiösen Personen sind zwischen 1902 und 1903 verbaut worden, Werke des Glasmalers Bernard Montaut aus Pau. Das einschiffige Langhaus mit einem falschen Tonnengewölbe in Rundbogenform schließt im Osten mit einer flachen Apsis ab und im Westen mit einem Glockenturm über dem Eingangsvorbau, der mit einem viereckigen, mit Schiefer gedecktem Helm versehen ist.[8][9] Der aus dem 18. und 19. Jahrhundert stammende barocke Hauptaltar, bestehend aus Altar, Altarretabel und Tabernakel, ist vergoldet und in verschiedenen Farben, vor allem in Rot- und Gelbtönen, gehalten. Die schmalen Säulen, die das Gemälde in der Mitte umrahmen, sind mit vergoldetem Blattwerk auf rotem Hintergrund verziert.[10] Die Kirche bewahrt in ihrem Chor ein Gemälde, das das Martyrium des heiligen Laurentius von Rom darstellt. Es handelt sich um eine Kopie aus dem Jahre 1650 des französischen Malers Eustache Le Sueur (1616–1655), Wegbereiter der französischen Klassik in der Kunst.[11]

## Wirtschaft und Infrastruktur
Landwirtschaft und Dienstleistungen bestimmen die Wirtschaft der Gemeinde. Lasseubetat liegt in den Zonen AOC der Weinbaugebiete Jurançon und Béarn sowie des Ossau-Iraty, eines traditionell hergestellten Schnittkäses aus Schafmilch.

### Sport und Freizeit
Das Reitsportzentrum „Fébus“ in Lasseubetat bietet neben Ausritten auch Kurse für Anfänger und Fortgeschrittene an.

### Verkehr
Lasseubetat wird durchquert von den Routes départementales 34 und 434.